# Gerd Kanter
Gerd Kanter (Tallinn, 6 de maio de 1979) é um atleta e campeão olímpico estoniano, especialista no lançamento de disco.
Competiu nos Jogos Olímpicos de Atenas 2004, mas não se classificou para a final. Em 2005, terminou o ano como medalhista de prata no Campeonato Mundial de Atletismo, realizado em Helsinque. Pela primeira vez, ultrapassa a marca de 70 metros.
Em 4 de setembro de 2006, em Helsingborg, Suécia, ultrapassou 70 metros em quatro etapas diferentes (69,46 m - 72,30m - 70,43m - 73,38m - 70,51m - 65,88 m). A melhor marca pessoal de 73,38 metros foi a 3ª melhor na história do lançamento do disco – somente Jürgen Schult (74,08 metros em 1986) e Virgilijus Alekna (73,88 metros em 2000) tiveram marcas melhores.
Em Pequim 2008, conquistou a medalha de ouro com a marca de 68,82 metros, um metro a mais do que o segundo colocado, Piotr Małachowski da Polônia. Em Londres 2012, ficou com a medalha de bronze com um lançamento de 68,03 m, sua melhor marca no ano.
Quatro anos depois, na sua quarta participação olímpica, ficou na 5ª posição da prova no Rio 2016.

## Resultados
Esses foram os resultados alcançados nos principais torneios:

### Jogos Olímpicos
| Olimpíadas  | País   | Prova               | Marca   | Colocação        |
| ----------- | ------ | ------------------- | ------- | ---------------- |
| Atenas 2004 | Grécia | Lançamento do disco | 60,05 m | 19º              |
| Pequim 2008 | China  | Lançamento do disco | 68,82 m | Medalha de Ouro. |

### Campeonatos Mundiais
| Campeonato      | País      | Prova              | Marca   | Colocação    |
| --------------- | --------- | ------------------ | ------- | ------------ |
| Paris 2003      | França    | Arremesso de disco | 56,63 m | 13º          |
| Helsínquia 2005 | Finlândia | Arremesso de disco | 68,57 m | 2º colocado. |
| Osaka 2007      | Japão     | Arremesso de disco | 68,94 m | 1º colocado. |
| Berlim 2009     | Alemanha  | Arremesso de disco | 66,88 m | 3º colocado. |

### Campeonatos da Europa
| Ano  | Cidade     | País     | Prova              | Marca   | Colocação    |
| ---- | ---------- | -------- | ------------------ | ------- | ------------ |
| 2002 | Munique    | Alemanha | Arremesso de disco | 55,14 m | 12º          |
| 2006 | Gotemburgo | Suécia   | Arremesso de disco | 68,03 m | 2º colocado. |

### Copa do Mundo de Atletismo
A Copa do Mundo de Atletismo da Associação Internacional de Federações de Atletismo (IAAF) foi criado em 2003 para substituir o Grand Prix de Atletismo.
| Ano  | Cidade      | País     | Prova              | Marca   | Colocação |
| ---- | ----------- | -------- | ------------------ | ------- | --------- |
| 2004 | Monte Carlo | Mónaco   | Arremesso de disco | 63,28 m | 5º        |
| 2005 | Monte Carlo | Mónaco   | Arremesso de disco | 66,01 m | 2º        |
| 2006 | Estugarda   | Alemanha | Arremesso de disco | 68,47 m | 2º        |
| 2007 | Estugarda   | Alemanha | Arremesso de disco | 66,54 m | 1º        |
| 2008 | Estugarda   | Alemanha | Arremesso de disco | 68,38 m | 1º        |